# ميخائيل ليونتيف
ميخائيل ليونتيف (بالإنجليزية: Mikhail Leontyev)‏ (و. 1958  م) هو صحفي، ومؤرخ، ومذيع من الاتحاد السوفيتي، وروسيا، ولد في موسكو، هو عضوٌ روسيا الموحدة.

## التعليم
تعلم في جامعة بليخانوف الروسية للاقتصاد.

## جوائز
حصل على جوائز منها:
- وسام الصداقة الروسي.